# Gouvernement Van Houtte
Pour les articles homonymes, voir Van Houtte.
Royaume de Belgique
Pholien Van Acker IV
Le gouvernement Van Houtte, du nom de son Premier ministre, Jean Van Houtte, a exercé le pouvoir exécutif en Belgique du 15 janvier 1952 au 23 avril 1954. Il était uniquement constitué de sociaux-chrétiens.
Le gouvernement Pholien était tombé à la suite de la perte de crédit grandissante du Premier ministre et aux divisions internes du PSC-CVP. Pourtant, la nouvelle équipe dirigée par Jean Van Houtte consiste en un remaniement ministériel très limité : presque tous les ministres (14 sur 16) du gouvernement Pholien sont présents, y compris Joseph Pholien. 
La deuxième guerre scolaire, ouverte sous le gouvernement Pholien, continue. Une loi est ainsi votée en 1953 au sujet de l'enseignement technique (alors essentiellement développé dans l'enseignement libre) : l'État s'engage à ne prendre d'initiatives à ce sujet qu'après les provinces et les communes ; si le gouvernement se justifie en expliquant que les pouvoirs locaux connaissent mieux la situation locale que l'État, l'opposition socialiste y voit surtout une manière de réduire le rôle de l'État en matière d'enseignement. 
L'augmentation polémique de la durée du service militaire sous le gouvernement précédent (12 à 24 mois) continue de susciter de vives protestations, notamment dans les casernes. Le gouvernement, afin d'apaiser les esprits, propose d'autoriser le retour des miliciens chez eux après 21 mois. Pour l'opposition socialiste, ce n'est cependant pas assez. La question militaire sera un des enjeux des élections de 1954.

## Composition
| Ministère                                                 | Nom                     | Parti           |
| --------------------------------------------------------- | ----------------------- | --------------- |
| Premier ministre                                          | Jean Van Houtte         | Social-chrétien |
| Ministre des Affaires étrangères                          | Paul Van Zeeland        | Social-chrétien |
| Ministre de la Justice                                    | Joseph Pholien          | Social-chrétien |
| Ministre des Communications                               | Paul-Willem Segers      | Social-chrétien |
| Ministre des Travaux publics                              | Oscar Behogne           | Social-chrétien |
| Ministre de l'Instruction publique                        | Pierre Harmel           | Social-chrétien |
| Ministre de la Santé publique et de la Famille            | Alfred De Taeye (nl)    | Social-chrétien |
| Ministre des Affaires économiques et des Classes moyennes | Jean Duvieusart         | Social-chrétien |
| Ministre des Colonies                                     | André Dequae            | Social-chrétien |
| Ministre de la Défense nationale                          | Étienne Eugène De Greef | technicien      |
| Ministre de l'Intérieur                                   | Ludovic Moyersoen       | Social-chrétien |
| Ministre du Commerce extérieur                            | Léonard Meurice         | Social-chrétien |
| Ministre du Travail et de la Prévoyance sociale           | Geeraard Van Den Daele  | Social-chrétien |
| Ministre de l'Agriculture                                 | Charles Héger           | Social-chrétien |
| Ministre des Finances                                     | Albert-Édouard Janssen  | Social-chrétien |
| Ministre de la Reconstruction                             | Albert Coppé            | Social-chrétien |

## Remaniements
9 août 1952
- démission d'Albert Coppé, ministre de la Reconstruction.
- André Dequae est nommé ad interim aussi ministre de la Reconstruction.

3 septembre 1952
- Léonce Lagae succède à Joseph Pholien, démissionnaire, comme ministre de la Justice.

5 décembre 1952
- démission de Léonce Lagae, ministre de la Justice.
- Charles Héger, est nommé ad interim aussi ministre de la Justice.

13 décembre 1952
- Charles du Bus de Warnaffe est nommé ministre de la Justice.